# Сулејманија
Сулејманија (курд. سلێمانی) је град у Јужном Курдистану на североистоку Ирака, близу границе с Ираном. Има полусушну климу са веома топлим сувим летима и хладним влажним зимама.
Од свог оснивања, Сулејманија је увек била центар великих песника, писаца, историчара, политичара, научника и певача, попут Налија, Махвија и Пирамерда. Савремени град основао је 1784. године османско-курдски принц Ибрахим-паша Бабан, који му је дао име по свом оцу, Сулејман-паши. Сулејманија је била престоница историјске кнежевине Бабан од 1784. до 1850. године.